# Baby Mama
Pour plus de détails, voir Fiche technique et Distribution.
Baby Mama ou Maman porteuse au Québec est un film américain écrit et réalisé par Michael McCullers, sorti en 2008.

## Synopsis
Kate Holbrook est une séduisante femme d'affaires dont la carrière professionnelle a pris le pas sur sa vie privée et personnelle. À 37 ans, elle souhaite devenir mère, mais apprend qu'elle a une chance sur un million d'avoir un enfant en raison de son utérus en forme de T. Après avoir tenté plusieurs solutions pour être maman, elle a recours à une société spécialisée dans les mères porteuses, en envoyant Angie Ostrowiski, une gentille jeune femme mais immature du sud de Philadelphie.
Leurs conceptions de la préparation de la grossesse divergent, vu leurs personnalités opposées…

## Fiche technique
- Titre : Baby Mama
- Titre québécois : Maman porteuse
- Réalisation et scénario : Michael McCullers
- Producteurs : John Goldwyn et Lorne Michaels
- Coproductrices : Kay Cannon et Erin David
- Producteurs exécutifs : Ryan Kavanaugh, Jill Sobel Messick[n 1] et Louise Rosner
- Musique : Jeff Richmond
- Directeur de la photographie : Daryn Okada
- Montage : Bruce Green et Debra Neil-Fisher
- Distribution des rôles : Avy Kaufman
- Création des décors : Jess Gonchor (en)
- Direction artistique : David Swayze
- Décorateur de plateau : Susan Bode [n 2] et Jennifer Alex Nickason [n 3]
- Création des costumes : Renee Ehrlich Kalfus
- Pays de production :  États-Unis
- Langue : anglais
- Budget : 30 000 000 $[1]
- Format : Couleur — 35 mm — 1,85:1 — Son DTS – Dolby Digital – SDDS
- Genre : Comédie, romance
- Durée : 99 minutes
- Distribution : Universal Pictures
- Dates de sortie en salles : 
  - États-Unis : présentation au Festival du film de TriBeCa le 23 avril 2008
  - Canada, États-Unis : 25 avril 2008
  - Belgique :  19 novembre 2008
- Date de sortie en vidéo : 
  - France : 3 février 2009[2]

## Distribution
- Tina Fey (V.F. : Stéphanie Lafforgue, V.Q. : Camille Cyr-Desmarais) : Kate Holbrook
- Amy Poehler (V.F. : Patricia Legrand, V.Q. : Marika Lhoumeau) : Angie Ostrowski
- Greg Kinnear (V.F. : Bruno Choël, V.Q. : Antoine Durand) : Rob Ackerman
- Dax Shepard (V.F. : Donald Reignoux, V.Q. : Patrick Chouinard) : Carl Loomis
- Romany Malco (V.F. : David Kruger, V.Q. : Tristan Harvey) : Oscar
- Sigourney Weaver (V.F. : Tania Torrens) : Chaffee Bicknell
- Steve Martin (V.F. : Patrick Préjean, V.Q. : Denis Gravereaux) : Barry
- Maura Tierney (V.F. : Laura Blanc, V.Q. : Viviane Pacal) : Caroline
- Stephen Mailer : Dan
- Holland Taylor (V.Q. : Anne Caron) : Rose Holbrook
- James Rebhorn : le juge
- Denis O'Hare (V.F. : Serge Faliu, V.Q. : Jacques Lavallée) : le docteur Manheim
- Kevin Collins : Rick, l'architecte
- Will Forte (V.F. : Guillaume Lebon) : Scott
- Brian Stack (V.F. : Mathieu Buscatto) : Dave

Sources et légende : Version Française (V.F.) sur Voxofilm et RS Doublage, Version Québécoise (V.Q.) sur Doublage.qc.ca

## Autour du film
- Le tournage s'est déroulé à New York et Philadelphie.
- Le film est sorti directement en vidéo en France.
- Tina Fey et Amy Poehler tournent avec Baby Mama leur quatrième film ensemble (après Martin & Orloff (en), Lolita malgré moi et Man of the Year), de plus elles ont fait partie de la distribution de l'émission humoristique télévisée Saturday Night Live, où elles présentaient le segment Weekend Update.

## Bande originale
- Mistletoe, interprété par Colbie Caillat
- December, interprété par Collective Soul
- Stay Up Late, interprété par Talking Heads
- Party Nights, interprété par E Sloane
- Endless Love, interprété par Diana Ross et Lionel Richie
- This Street, interprété par Marshall Crenshaw
- Red Red Wine, interprété par UB40
- Hot Cookin, interprété par G. Love
- She Bangs, composé par Walter Afanasieff, Desmond Child et Robi Rosa
- Careless Whisper, composé par Wham!
- Girls Just Want to Have Fun, composé par Robert Hazard
- Throne of Bone, interprété par Rob Laufer
- Bad Reputation, interprété par Joan Jett and The Blackhearts
- Hey Ladies, interprété par Beastie Boys
- Back Again, interprété par Mr. Cheeks
- Welcome to My Party, interprété par Shut Up Stella
- Get Busy, interprété par Sean Paul
- The Lady In Red, interprété par Chris de Burgh
- Starry Eyed Surprise, interprété par Oakenfold
- 100 Days, 100 Nights, interprété par Sharon Jones and the Dap-Kings
- Fingerprints, interprété par Katy Perry
- Jump This Joint, interprété par Flattop Tom
- Be Gentle with Me, interprété par The Boy Least Likely To
- Don't Speak, interprété par No Doubt
- Miles Behind Me, interprété par Hotel Lights
- Family, interprété par Zach Gill et Jack Johnson
- Joyeux Anniversaire, composé par Mildred J. Hill et Patty Smith Hill
- Be My Baby, interprété par The Ronettes

## Réception

### Accueil critique
Baby Mama a été plus ou moins bien accueilli par la critique, recueillant 63 % d'avis favorables, avec un score moyen de 6.2⁄10 et sur la base de 160 commentaires collectées dans la catégorie All Critics, sur le site Rotten Tomatoes. Toutefois, il recueille 61 % d'avis favorables, avec un score moyen de 5.9⁄10 et sur la base de 38 commentaires collectées dans la catégorie Top Critics, sur le même site, tandis que sur le site Metacritic, le long-métrage a obtenu le score mitigée de 55⁄100, sur la base de 34 commentaires collectés

### Box-office
- Mondial : 64 391 484 dollars[8]
  -  États-Unis : 60 494 212 dollars[1],[8]

## Distinctions
- MTV Movie Award du meilleur moment WTF (Amy Poehler) (2009)[n 4]
- Nomination au Teen Choice Award de la meilleure comédie (2008)
- Nomination au MTV Movie Award de la meilleure performance comique pour Amy Poehler (2009)